# Trevignano
Trevignano (en vénitien Trevignan) est une commune de la province de Trévise dans la région Vénétie en Italie.

## Administration
| Période                                  | Période  | Identité       | Étiquette       | Qualité |
| ---------------------------------------- | -------- | -------------- | --------------- | ------- |
| 28 mai 2002                              | En cours | Franco Bonesso | Centro-Sinistra |         |
| Les données manquantes sont à compléter. |          |                |                 |         |

### Communes limitrophes
Istrana, Montebelluna (Montebełuna), Paese (Paexe), Vedelago (Vedełago), Volpago del Montello (Volpago del Montel)

## Personnalités liées à la commune
- Jean-Pierre Velly (1943-1990), graveur, dessinateur et peintre français[précision nécessaire][réf. nécessaire].